# (35659) 1998 QU10
1998 QU10 (asteroide 35659) é um asteroide da cintura principal. Possui uma excentricidade de 0.05838950 e uma inclinação de 5.55396º.
Este asteroide foi descoberto no dia 17 de agosto de 1998 por LINEAR em Socorro.